# Баалмелек II
Баалмелек II (*д/н — 400 до н. е.) — цар Кітіону і Ідаліону в 425—400 роках до н. е.

## Життєпис
Син Ашбаала, царя Кітіону і Ідаліону. Після смерті останнього у 425 році до н. е. стає новим володарем Кітіону й Ідаліону. Продовжив політику зі зміцнення політичного та економічного становища свого царства на Кіпрі. Було встановлено міцні торгівельні зв'язки з Афінами та Делоським морським союзом, що сприяло розвитку Кітіона. Також знать стала долучатися до давньогрецької культури. Сам Баалмелек II надав притулок поету Андокіду.
У 411—410 роках до н. е. намагався повернути Абдемона на трон Саламіна, але зазнав поразки від Евагора I. В подальшому намагався зберігати з останнім мирні стосунки. Помер 400 року до н. е. Йому спадкував син Баалрам I.